# Liste aktiver Brauereien in Baden-Württemberg

Regierungsbezirke und Landkreise Baden-Württembergs

Die Liste aktiver Brauereien in Baden-Württemberg führt Brauereien in Baden-Württemberg auf, sortiert nach ihrem Regierungsbezirk.

## Regierungsbezirk Freiburg
| Unternehmen                                  | Standort                    | Lage | Gründung    | Anmerkungen                      |
| -------------------------------------------- | --------------------------- | ---- | ----------- | -------------------------------- |
| Löwenbrauerei Friedrich Kalb                 | Bräunlingen                 | ⊙    | 1803        |                                  |
| Fürstlich Fürstenbergische Brauerei          | Donaueschingen              | ⊙    | 1283        | zu Paulaner Brauerei Gruppe.     |
| Löwenbrauerei Otto Dold                      | Elzach                      | ⊙    | 1856        |                                  |
| Hausbrauerei Ostel                           | Endingen am Kaiserstuhl     | ⊙    | 2011        |                                  |
| Microbrauerei A. Grüner                      | Endingen am Kaiserstuhl     | ⊙    | 2018        |                                  |
| Hausbrauerei Feierling                       | Freiburg im Breisgau        | ⊙    | 1877 / 1989 |                                  |
| Brauerei Ganter                              | Freiburg im Breisgau        | ⊙    | 1865        |                                  |
| Martin's Bräu                                | Freiburg im Breisgau        | ⊙    | 1989        |                                  |
| Badische Staatsbrauerei Rothaus              | Grafenhausen                | ⊙    | 1791        |                                  |
| Brauerei M. Ketterer                         | Hornberg                    | ⊙    | 1877        |                                  |
| Markgräfler Brauwerk                         | Kandern                     | ⊙    | 2017        |                                  |
| Schloßbrauerei Stöckle                       | Kippenheim-Schmieheim       | ⊙    | 1843        |                                  |
| Brauhaus Johannes Albrecht                   | Konstanz                    | ⊙    | 1992        |                                  |
| Ruppaner-Brauerei Gebrüder Ruppaner          | Konstanz                    | ⊙    | 1795        |                                  |
| Landhotel Dammenmühle                        | Lahr/Schwarzwald            | ⊙    | 2012        |                                  |
| Privatbrauerei Rogg                          | Lenzkirch                   | ⊙    | 1846        |                                  |
| Brauerei Lasser                              | Lörrach                     | ⊙    | 1850        |                                  |
| Hausbrauerei Mülhaupt                        | Lörrach                     | ⊙    | 1999        |                                  |
| Brauerei Hirtler                             | March                       | ⊙    | 2015        |                                  |
| Brauwerk Baden                               | Offenburg                   | ⊙    | 1847 / 2017 | ehemals Kronenbrauerei Offenburg |
| Friedrich Bier                               | Offenburg                   | ⊙    | 2017        |                                  |
| Schnitzerbräu                                | Offenburg                   | ⊙    | 2007        |                                  |
| Reichenauer Inselbier                        | Reichenau                   | ⊙    | 2018        |                                  |
| Familienbrauerei Bauhöfer                    | Renchen                     | ⊙    | 1852        |                                  |
| Römerbräu Riegel                             | Riegel am Kaiserstuhl       | ⊙    | 2006        |                                  |
| Brauerei Löwen                               | Sasbach                     | ⊙    | 2013        |                                  |
| Bürgerstüble                                 | Sulz am Neckar              | ⊙    | 2010        |                                  |
| Köndringer Dorfbrauerei                      | Teningen                    | ⊙    | 2006        |                                  |
| Krokodil                                     | Trossingen                  | ⊙    | 2014        |                                  |
| HopfiX                                       | Tuttlingen                  | ⊙    | 2016        |                                  |
| Hader Karle                                  | Villingen-Schwenningen      | ⊙    | 2018        |                                  |
| Enkendörfler Hausbräu                        | Wehr                        | ⊙    | 2005        |                                  |
| Brauhaus Meier                               | Wehr                        | ⊙    | 2014        |                                  |
| Privatbrauerei Waldhaus                      | Weilheim (Baden) / Waldhaus | ⊙    | 1833        |                                  |
| Hirsch-Brauerei Honer                        | Wurmlingen                  | ⊙    | 1782        |                                  |
| Gasthaus und Brauerei Krone                  | Zell im Wiesental           | ⊙    | 2023        |                                  |
| Hirschbrauerei Flözlingen, Rolf Schittenhelm | Zimmern ob Rottweil         | ⊙    | 1793        |                                  |

## Regierungsbezirk Karlsruhe
| Unternehmen                             | Standort                    | Lage | Gründung | Anmerkungen                                |
| --------------------------------------- | --------------------------- | ---- | -------- | ------------------------------------------ |
| Alpirsbacher Klosterbräu Glauner        | Alpirsbach                  | ⊙    | 1877     |                                            |
| Brauhaus Wallhall                       | Bruchsal                    | ⊙    | 1995     |                                            |
| Andreasbräu                             | Eggenstein-Leopoldshafen    | ⊙    | 1996     |                                            |
| Turm-Bräu                               | Freudenstadt                | ⊙    | 1999     |                                            |
| Christoph-Bräu                          | Gaggenau                    | ⊙    | 1995     |                                            |
| Brauerei zum Klosterhof                 | Heidelberg                  | ⊙    | 2007     | bei Benediktinerabtei Stift Neuburg        |
| Heidelberger Brauerei                   | Heidelberg                  | ⊙    | 1753     | zu Weldebräu                               |
| Kulturbrauerei                          | Heidelberg                  | ⊙    | 2000     |                                            |
| Vetters Alt Heidelberger Brauhaus       | Heidelberg                  | ⊙    | 1987     |                                            |
| Brauhaus Kühler Krug                    | Karlsruhe                   | ⊙    | 2002     |                                            |
| Badisches Brauhaus                      | Karlsruhe                   | ⊙    | 1999     |                                            |
| Brauhaus 2.0                            | Karlsruhe                   | ⊙    |          | seit 2024 geschl. Weiterbetrieb vorgesehen |
| Hatz-Moninger Brauhaus                  | Karlsruhe                   | ⊙    | 1856     | zu Familie Scheidtweiler                   |
| Neureuter Braumanufaktur                | Karlsruhe                   | ⊙    | 2016     |                                            |
| Privatbrauerei Hoepfner                 | Karlsruhe                   | ⊙    | 1798     | zu Paulaner Gruppe                         |
| Vogelbräu                               | Karlsruhe                   | ⊙    | 2000     |                                            |
| Vogelbräu                               | Karlsruhe-Durlach Ettlingen | ⊙    | 2004     |                                            |
| Lobdengau-Brauerei Kiefer & Müller      | Ladenburg                   | ⊙    | 2007     |                                            |
| Alter Bahnhof                           | Malsch                      | ⊙    | 2002     |                                            |
| Privatbrauerei Eichbaum                 | Mannheim                    | ⊙    | 1679     |                                            |
| Schumis Meckserbräu                     | Meckesheim                  | ⊙    | 2021     |                                            |
| Mosbacher Brauhaus                      | Mosbach                     | ⊙    | 1996     |                                            |
| Hochdorfer Kronenbrauerei Otto Haizmann | Nagold                      | ⊙    | 1654     |                                            |
| Brauhaus Rößle                          | Neubulach                   | ⊙    |          |                                            |
| Brauhaus Pforzheim                      | Pforzheim                   | ⊙    | 1889     | zu Familie Scheidtweiler                   |
| Platzhirsch                             | Pforzheim                   | ⊙    |          |                                            |
| Privatbrauerei Wilhelm Ketterer         | Pforzheim                   | ⊙    | 1888     |                                            |
| BIERkulturGUT                           | Philippsburg                | ⊙    | 2018     |                                            |
| Weldebräu                               | Plankstadt                  | ⊙    | 1752     |                                            |
| Brauerei C. Franz                       | Rastatt                     | ⊙    | 1842     | zu Familie Scheidtweiler                   |
| Hausbrauerei Engel                      | Rastatt                     | ⊙    |          |                                            |
| Hopfenschlingel                         | Rastatt                     | ⊙    |          |                                            |
| Brauerei Jürgen Spall                   | Ballenberg (Ravenstein)     | ⊙    | 1883     |                                            |
| Brauereigasthof Egolf                   | Schefflenz                  | ⊙    | 1987     |                                            |
| Brauhaus zum Ritter                     | Schwetzingen                | ⊙    | 1998     |                                            |
| Hausbrauerei Mönchwasen                 | Simmozheim                  | ⊙    | 1999     |                                            |
| Prestelbräu                             | Ubstadt-Weiher              | ⊙    | 2018     |                                            |
| Hausbrauerei Rega                       | Waibstadt                   | ⊙    | 2009     |                                            |
| Lindenbräu                              | Waldbronn                   | ⊙    | 2000     |                                            |
| Woinemer Hausbrauerei Hardt&Andreas     | Weinheim                    | ⊙    | 1986     |                                            |
| Adler-Bräu Volk                         | Wiernsheim                  | ⊙    | 1865     |                                            |
| Dachsenfranz Biermanufaktur             | Zuzenhausen                 | ⊙    |          |                                            |

## Regierungsbezirk Stuttgart
| Unternehmen                               | Standort                 | Lage | Gründung  | Anmerkungen                                            |
| ----------------------------------------- | ------------------------ | ---- | --------- | ------------------------------------------------------ |
| Aalener Löwenbräu Gebr. Barth             | Aalen                    | ⊙    | 1668      |                                                        |
| Löwenbrauerei Wasseralfingen              | Aalen                    | ⊙    | 1864      |                                                        |
| Wielands Bierbrauerei                     | Abtsgmünd                | ⊙    | 2010      |                                                        |
| Lammbrauerei Untergröningen               | Abtsgmünd                | ⊙    | 1830      |                                                        |
| Brauerei Dörzbacher                       | Ahorn                    | ⊙    | 1760      |                                                        |
| Herbsthäuser Brauerei Wunderlich          | Bad Mergentheim          | ⊙    | 1581      |                                                        |
| Häffner Bräu                              | Bad Rappenau             | ⊙    | 1908      |                                                        |
| Beurener Fels Brauerei                    | Beuren                   | ⊙    | 2017      |                                                        |
| Hausbrauerei Wichtel                      | Böblingen                | ⊙    | 1989      | auch in Ditzingen und Stuttgart                        |
| Schönbuch Braumanufaktur                  | Böblingen                | ⊙    | 1823      |                                                        |
| Quellmalz                                 | Böblingen                | ⊙    | 2022      |                                                        |
| Biermanufaktur Engel                      | Crailsheim               | ⊙    | 1738      |                                                        |
| Hausbrauerei Wichtel                      | Ditzingen                | ⊙    |           |                                                        |
| Härtsfelder Familienbrauerei Hald         | Dischingen               | ⊙    | 1664      |                                                        |
| Rotochsenbrauerei Hermann Veit            | Ellwangen                | ⊙    | 1680      |                                                        |
| Palmbräu                                  | Eppingen                 | ⊙    | 1835      |                                                        |
| Brauhaus Zum Schwanen                     | Esslingen am Neckar      | ⊙    | 1987      |                                                        |
| Schwanen-Bräu Bernhausen                  | Filderstadt              | ⊙    | 1988      |                                                        |
| Hausbrauerei Reiner Rosine Flein          | Flein                    | ⊙    |           |                                                        |
| Brauerei Georg Häberlen                   | Gaildorf                 | ⊙    | 1875      |                                                        |
| Kaiser Brauerei                           | Geislingen (Steige)      | ⊙    | 1881      |                                                        |
| Schlüsselbräu Privatbrauerei Helmut Bosch | Giengen an der Brenz     | ⊙    | 1838      |                                                        |
| Barfüßer Hausbrauerei                     | Göppingen                | ⊙    |           | auch in Pfullendorf, Reutlingen und Ulm                |
| Lammbrauerei Hilsenbeck                   | Gruibingen               | ⊙    | 1728      |                                                        |
| Königsbräu Majer                          | Heidenheim an der Brenz  | ⊙    | 1827      |                                                        |
| Hirschbrauerei Heubach                    | Heubach                  | ⊙    | 1725      |                                                        |
| derr HOF                                  | Holzbronn (Igersheim)    | ⊙    | 2023      |                                                        |
| Stiftsscheuer Kirchheim-Teck              | Kirchheim unter Teck     | ⊙    | 2006      |                                                        |
| Echterdinger Brauhaus                     | Leinfelden-Echterdingen  | ⊙    | 2011      |                                                        |
| Hey Brow.                                 | Leonberg                 | ⊙    |           |                                                        |
| Weilermer Lamm Brauhaus                   | Leutenbach (Württemberg) | ⊙    |           |                                                        |
| Brauerei zum Rossknecht                   | Ludwigsburg              | ⊙    | 1989      | auch in Stuttgart                                      |
| Hausbrauerei Salzscheuer Bräu             | Marbach am Neckar        | ⊙    |           |                                                        |
| Hey Joe Brewing                           | Murrhardt                | ⊙    | 2002      |                                                        |
| Privatbrauerei Schlumberger               | Nattheim                 | ⊙    | 1847      |                                                        |
| Neckarsulmer Brauhaus                     | Neckarsulm               | ⊙    | 2001      |                                                        |
| Neuenstädter Biermanufaktur               | Neuenstadt am Kocher     | ⊙    |           |                                                        |
| Brauerei Ladenburger                      | Neuler                   | ⊙    | 1789      |                                                        |
| Schlachthof Bräu                          | Nürtingen                | ⊙    |           |                                                        |
| Braustüble Michel Bräu                    | Sachsenheim              | ⊙    |           |                                                        |
| Kesselhaus                                | Schorndorf               | ⊙    |           |                                                        |
| Frankenbräu Krauß                         | Schrozberg               | ⊙    | 1807      |                                                        |
| Gold Ochsen Brauerei                      | Schrozberg               | ⊙    | 1668      |                                                        |
| Löwenbrauerei Hall                        | Schwäbisch Hall          | ⊙    | 1724      |                                                        |
| Sudhaus an der Kunsthalle Würth           | Schwäbisch Hall          | ⊙    | 2004      |                                                        |
| Felsenbergbräu                            | Schwieberdingen          | ⊙    | 2020      |                                                        |
| Hirschbrauerei Söhnstetten                | Steinheim am Albuch      | ⊙    | 1896      |                                                        |
| Brauerei zum Rossknecht                   | Stuttgart                | ⊙    |           |                                                        |
| Cannstatter Keller                        | Stuttgart                | ⊙    | 2020      |                                                        |
| Dinkelacker-Schwaben Bräu                 | Stuttgart                | ⊙    | 1878/1888 | 1878 Gründung Schwaben-Bräu, 1888 Gründung Dinkelacker |
| Hausbrauerei Wichtel                      | Stuttgart                | ⊙    |           |                                                        |
| Stuttgarter Hofbräu                       | Stuttgart                | ⊙    | 1872      | zu Radeberger Gruppe                                   |
| Sophie's Brauhaus                         | Stuttgart                | ⊙    | 1993      |                                                        |
| Brauhaus am Schlößle                      | Sulzbach an der Murr     | ⊙    |           |                                                        |
| Distelhäuser Brauerei Ernst Bauer         | Tauberbischofsheim       | ⊙    | 1811      |                                                        |
| Gerber Bräu                               | Uhingen                  | ⊙    | 2003      |                                                        |
| Adlerbrauerei                             | Wallhausen               | ⊙    | 1716      |                                                        |
| Singhbräu                                 | Weilheim an der Teck     | ⊙    | 2018      |                                                        |

## Regierungsbezirk Tübingen
| Unternehmen                                | Standort                 | Lage | Gründung | Anmerkungen |
| ------------------------------------------ | ------------------------ | ---- | -------- | ----------- |
| Brauhaus Zollernalb                        | Albstadt                 | ⊙    | 2011     |             |
| Schlossbrauerei Aulendorf                  | Aulendorf                | ⊙    | 2008     |             |
| Steinacher Hausbräu, Inh.: Armin Sauter    | Bad Waldsee              | ⊙    | 2004     |             |
| Schussenrieder Brauerei Ott                | Bad Schussenried         | ⊙    | 1906     |             |
| Café Weichhardt                            | Biberach an der Riß      | ⊙    | 2012     |             |
| Braustüble Pumator                         | Blaubeuren               | ⊙    | 2010     |             |
| Berg Brauerei Ulrich Zimmermann            | Ehingen                  | ⊙    | 1466     |             |
| Rössle                                     | Ehingen                  | ⊙    |          |             |
| Schwanenbrauerei                           | Ehingen                  | ⊙    |          |             |
| Zum Schwert                                | Ehingen                  | ⊙    |          |             |
| Adlerbrauerei                              | Erbach                   | ⊙    |          |             |
| Adlerbrauerei                              | Herbertingen             | ⊙    |          |             |
| Speidel's (Gasthof Lamm)                   | Hohenstein               | ⊙    | 1993     |             |
| Pflugbrauerei Hörvelsingen                 | Langenau-Hörvelsingen    | ⊙    | 1681     |             |
| Brauerei Stolz                             | Isny                     | ⊙    | 1919     |             |
| Edelweißbrauerei Farny                     | Kißlegg                  | ⊙    | 1833     |             |
| Kißlegger Kellerbräu                       | Kißlegg                  | ⊙    | 2014     |             |
| Königsegger WalderBräu                     | Königseggwald            | ⊙    | 1822     |             |
| Max & Moritz                               | Kressbronn am Bodensee   | ⊙    | 1994     |             |
| Kronenbrauerei Laupheim                    | Laupheim                 | ⊙    |          |             |
| Kulturbrauerei                             | Leutkirch im Allgäu      | ⊙    |          |             |
| Brauerei Clemens Härle                     | Leutkirch im Allgäu      | ⊙    | 1897     |             |
| Café Mundart                               | Meßstetten               | ⊙    | 2010     |             |
| Fischer’s Brauhaus Mössingen               | Mössingen                | ⊙    | 1938     |             |
| Kronenbrauerei Alfred Schimpf              | Neustetten               | ⊙    | 1870     |             |
| Adlerbrauerei Moosbeuren                   | Oberstadion-Moosbeuren   | ⊙    | 2014     |             |
| Barfüßer Hausbrauerei                      | Pfullendorf              | ⊙    |          |             |
| Brauerei Max Leibinger                     | Ravensburg               | ⊙    | 1894     |             |
| Barfüßer Hausbrauerei                      | Reutlingen               | ⊙    |          |             |
| Brauhaus Zollernalb; Lehner Bräu Rosenfeld | Rosenfeld                | ⊙    |          |             |
| Baisinger BierManufaktur                   | Rottenburg am Neckar     | ⊙    | 1775     |             |
| Doc's Bier                                 | Rottenburg am Neckar     | ⊙    |          |             |
| Brauerei Zoller-Hof Graf-Fleischhut        | Sigmaringen              | ⊙    | 1845     |             |
| Heuberger Biermanufaktur                   | Stetten am kalten Markt  | ⊙    |          |             |
| Hopfengut No20                             | Tettnang                 | ⊙    |          |             |
| Brauerei und Gasthof zur Krone             | Tettnang                 | ⊙    |          |             |
| Brauereigasthof Schöre                     | Tettnang                 | ⊙    |          |             |
| Albquell Bräuhaus                          | Trochtelfingen           | ⊙    |          |             |
| Barfüßer Hausbrauerei                      | Ulm                      | ⊙    |          |             |
| Brauerei Gold Ochsen                       | Ulm                      | ⊙    | 1597     |             |
| Kronenbrauerei Russ                        | Ulm                      | ⊙    | 1887     |             |
| Bräuhaus Ummendorf                         | Ummendorf                | ⊙    |          |             |
| Neckarmüller                               | Tübingen                 | ⊙    | 1992     |             |
| Altdorfer Klosterbrauerei                  | Weingarten (Württemberg) | ⊙    | 2017     |             |
| Zwiefalter Klosterbräu                     | Zwiefalten               | ⊙    | 1521     |             |
| Brauerei Blank                             | Zwiefaltendorf           | ⊙    | 1878     |             |